# Psychostick
Gli Psychostick sono una band heavy metal di Tempe, Arizona. Sono conosciuti per l'estremo utilizzo di immagini divertenti e humor nei testi delle loro canzoni.
L'album di debutto, We Couldn't Think of a Title, è stato pubblicato il 12 settembre 2006. Il loro secondo album, Sandwitch, è stato pubblicato il 5 maggio 2009 e 4 novembre 2014 pubblicano il loro terzo album Psychostick IV: Revenge of the Vengeance.
Cominciano il loro tour negli USA nel luglio 2006, anche con altri gruppi quali i Mushroomhead, Look What I Did, Powerglove, Bobaflex, e hanno suonato con gruppi a livello nazionale negli USA, con i Three Days Grace, Army of Anyone, Sick Puppies, Anew Revolution, The Exies, Smile Empty Soul, così come con molti altri.

## Formazione
- Rob "Rawrb" Kersey – voce (2000 – oggi)
- Josh "The J" Key – chitarra, voce (2000 – oggi)
- Alex "Shmalex" Dontre – batteria (2000 – oggi)
- Matty J "Moose"  – basso, voce (2010 – oggi)

## Discografia
- 2003 – We Couldn't Think of a Title
- 2009 – Sandwich
- 2011 – Space Vampires VS Zombie Dinosaurs in 3D
- 2014 – Psychostick IV: Revenge of the Vengeance
- 2018 – DO
- 2022 - ... and Stuff